# 악마의 제자들
"악마의 제자들"은 1974년에 개봉한 대한민국의 영화이다.

## 캐스팅
- 양광남
- 이순재
- 박지영
- 박근형
- 문오장
- 박암
- 이일웅
- 송미남
- 임생출
- 윤일주
- 김월성
- 박종설
- 조덕성
- 임해림
- 최일
- 손전
- 김기범
- 최준
- 이정애
- 노강
- 임운학
- 박은주
- 오혜숙
- 이태수